# 韋爾達鎮區 (安德森縣)
韋爾達鎮區（英語：Welda Township）為位在美國堪薩斯州安德森縣的鎮區。2010年美国人口普查中該鎮區人口有290人。

## 地理
韋爾達鎮區涵蓋面積116.0平方（44.8平方英里），境內有一處普查規定居民點：韋爾達。根據美國地質調查局的資料，此鎮區擁有2座墓園：沃德爾墓園（Wardell Cemetery）以及韋爾達墓園（Welda Cemetery）。

## 人口統計
根據2010年美國人口普查，韋爾達鎮區人口有290人，人口密度為2.5人/平方公里。種族組成方面，95.86%為白人；0.34%為非裔美洲人；0.34%為美洲原住民；2.07%為亞洲人；0%為太平洋島民；1.38%為來自其他種族；另外有0%來自兩個或以上的種族。而西班牙裔美國人或拉丁美洲人等其他族裔佔該鎮區人口的1.38%。

## 外部連結
- City-Data.com （页面存档备份，存于）
- US-Counties.com
- USD 365 （页面存档备份，存于）, local school district